# Pomnik Kamili Skolimowskiej przy Stadionie Śląskim
Pomnik Kamili Skolimowskiej przy Stadionie Śląskim – monument upamiętniający lekkoatletkę Kamilę Skolimowską, odsłonięty w 2024 roku, znajdujący się w Chorzowie.
Pomnik mierzący 165 cm, ważący ok. 120 kg, został wykonany z brązu. Przedstawia Kamilę Skolimowską w stroju sportowym, w wieku około 17 lat. Sportsmanka stoi na podium z medalem olimpijskim z Sydney. Monument odsłonięto 16 lutego 2024 roku przed siedzibą dyrekcji stadionu. W uroczystości uczestniczyli rodzice mistrzyni Teresa i Robert Skolimowscy oraz młodzież z V Liceum Ogólnokształcącego Mistrzostwa Sportowego im. Kamili Skolimowskiej w Bytomiu. Pomysłodawcami pomnika byli Jan Widera oraz Fundacja Kamili Skolimowskiej, wykonała go firma Netgraf z Krakowa.